# 당근에디터
당근(Dangeun)은 마이크로소프트 윈도우용 문서 편집기로  웹사이트"winapi.co.kr(현재는 soen.kr)"로 유명한 프로그래머 김상형님이 개발하였다. 2003년 4월2일  첫 버전이 공개되었다. 퍼블릭 도메인으로 배포되어 무료로 자유롭게 사용할 수 있으며 소스가 공개되어있어 누구나 수정,재배포가 가능하다.
현재 최신 버전은 1.22이다. 공식웹사이트에서 실행 파일과 소스 파일을 다운로드받을 수 있다.
순수한 Win32 API만 사용했으며 별도의 외부 라이브러리를 사용하지 않았기 때문에, 에디터 제작 교육용 프로그램으로 유용하며 전문가 개인의 커스터마이징용 또는 IDE 개발용 프로그램등 활용도가 높다.
소스는 비주얼 스튜디오 2008 이상에서 컴파일 가능하다.
특징으로는 텍스트를 기반으로하는 여러 파일에 대해 한 번에 문자열 바꾸기 방법을 제공하는 "다중파일 특정문자열 일괄변경기능"을 가지고 있다.

## 주요 기능
주요 기능 소개
- 1.0의 주요 기능

-기본적인 텍스트 편집 및 컨트롤화
-마진에 북마크, 줄번호 출력, 현재행 표시
-무한대의 편집 메모리 지원 및 파일 입출력
-다단계의 취소/재실행
-C/C++, SQL, HTML에 대한 구문 강조
-FTP, HTTP 원격 파일 편집, 프로젝트 관리, 인쇄
- 1.2에서 새로 추가된 기능들

-최대 4개까지의 편집창 분할 및 헥사 뷰(16진 보기)
-백업 및 자동 저장, 편집 기록 저장
-열모드, 매크로, 단축키 재정의
-상용구 및 자동 상용구
-기타 다양한 옵션들 신설
- 1.21에서 수정된 사항

-비스타에서 한글 입력 전환 안되는 버그 수정
-툴바, 상태란, 파일창의 보기 상태 저장 버그 수정
-BOM이 없는 UTF-8 문서 포맷 판별 루틴 추가
-기타 잔 버그 수정
- 1.22에서 수정된 사항

-인코딩과 개행 방식 분리. LF로만 개행된 UTF-8 문서 읽기 가능
-한글 조립중에 Ctrl+Z로 취소하면 다운되는 문제 수정
-줄번호 인쇄시 줄번호의 배경색이 본문과 같은 문제 수정. 인쇄 대화상자의 Static 캡션 수정
-팝업 메뉴의 닫기 명령을 제일 위로 이동. 파일의 위치 찾아가기 기능 추가
-자바, C# 구문 분석기 추가

## 빌드 버전
당근에디터 1.0버전
당근에디터 1.2버전

## 릴리즈
2002년 4월-개발 시작 및 기능 기획
2003년 4월 2일-1.0 릴리즈 및 "Windos API 실전 프로그래밍" 출간
2003년 7월 5일-1.2 알파1 릴리즈 - 1.2의 기능 대부분을 구현
2004년 11월 6일-1.2 알파 2 릴리즈 - 버그 수정 및 일부 기능 개선(열모드 전체 선택, 듀얼 모니터의 팝업 메뉴 위치, 시스템 종료 거부 문제)
2005년 3월 30일-1.2 알파 4 릴리즈 - 검색중 다운되는 문제, HTML 구문 분석 중 다운되는 문제, 검색중 다운되는 문제, 파일창 크기 조정 버그, 기타 잔 버그 수정
2006년 5월 30일-1.2 알파 5 릴리즈 - 검색 버그 수정, 한글 조립 문제 수정
2006년 6월 9일-1.2 베타 1 릴리즈 - DgCmd의 버그 수정, 모두 바꾸기 버그 수정
2006년 6월 21일-1.2 베타 2 릴리즈 - 소스 정리. 잔버그들 수정
2006년 8월 5일-1.2 정식 버전 릴리즈 - 창분할시 다운되는 문제, 설치 해제 문제 수정
2008년 3월 1일-1.21 버전 릴리즈 - 비스타 문제 및 UTF-8 포맷 인식
2009년 7월 19일-1.22 버전 릴리즈 - 다양한 개행 방식 지원, 자바, C# 구문 분석기 추가

## 같이 보기
- 문서 편집기
- 오픈소스 소프트웨어
- 자유-오픈 소스 소프트웨어 패키지 목록